# Zamsure FC
El Zamsure FC fue un equipo de fútbol de Zambia que jugó en la Primera División de Zambia, la primera categoría de fútbol en el país.

## Historia
Fue fundado en el año 1983 en la capital Lusaka y era propiedad de la compañía estatal Zamsure, la cual es la compañía de seguros nacional.
En los años 1990 el club logra jugar en la Primera División de Zambia, liga donde se mantuvo por varios años entre los lugares intermedios de la clasificación destacando la temporada de 1994 en la que finalizó en segundo lugar. También fue campeón de la desaparecida Copa de Zambia en 1999 y alcanzó la final de la desaparecida Challenge Cup en dos ocasiones de manera consecutiva. El club llegó a participar en dos ocasiones en la Recopa Africana donde su mejor participación fue en el 2000 donde fue eliminado en la segunda ronda por el Canon Yaoundé de Camerún, además de una aparición en la desaparecida Copa CAF en 1995 donde fue eliminado en la segunda ronda por el Ferroviario de Maputo de Mozambique.
En 2002 el club desciende de la Primera División de Zambia, lo que lo pone a jugar en la segunda categoría donde pasa varios problemas lejos de lograr regresar a la primera división, al punto que empleados de la compañía aseguradora pasaron a ser voluntarios en la administración del equipo.
Tras cuatro años en la segunda categoría y de estar en las posiciones de abajo de la clasificación desciende al fútbol aficionado en 2006 en el grupo sur. y tres años después desaparece.

## Palmarés
- Copa de Zambia: 1

1999

## Participación en competiciones de la CAF
| Temporada | Torneo          | Ronda | Club                  | Casa | Visita | Global |
| --------- | --------------- | ----- | --------------------- | ---- | ------ | ------ |
| 1995      | Copa CAF        | 1     | US Stade Tamponnaise  | 1-0  | 1-1    | 2-1    |
| 1995      | Copa CAF        | 2     | Ferroviário de Maputo | 1-1  | 0-1    | 1-2    |
| 1996      | Recopa Africana | 1     | MP Tigers             | w.o. | w.o.   | w.o.   |
| 2000      | Recopa Africana | 1     | Mogoditshane Fighters | 2-1  | 2-1    | 4-2    |
| 2000      | Recopa Africana | 2     | Canon Yaoundé         | 0-1  | 1-4    | 1-5    |

## Jugadores

### Jugadores destacados
- Andrew Tembo[6]
- Sipho Mumbi
- Kidwell Nene